# Циклон-4
«Циклон-4» — нереализованный проект украинского космического ракетного комплекса (КРК) лёгкого класса, куда должны были входить ракета-носитель (РН) «Циклон-4» и наземный комплекс, обеспечивающий проведение на космодроме работ по подготовке и запуску РН и полезной нагрузки (ПГ).
РН «Циклон-4» является улучшенным вариантом трёхступенчатой ракеты-носителя Циклон-3 и предназначена для оперативного и высокоточного выведения на круговые, геостационарные и солнечно-синхронные орбиты космических аппаратов различного назначения с космодрома Алькантара (Бразилия). Она могла позволить выводить на экваториальную орбиту высотой 500 км ПГ массой до 5,5 т и массой до 1,8 т на геопереходную орбиту (ГПО).
Из-за ряда проблем, в том числе с финансированием проекта, первый старт ракеты неоднократно откладывался. Сначала он намечался на 2010 год, позже перенесён на 2013, затем — на 2014, но в итоге не состоялся.
В мае 2015 года глава Государственного космического агентства Украины Олег Уруский заявил, что Бразилия заморозила работы по проекту.
В марте 2017 года КБ «Южное» сообщило, что ведёт разработку двухступенчатой ракеты «Циклон-4М», создаваемой на базе «Циклона-4». Финансирование проекта будет осуществлять канадская компания Maritime Launch Services. Космодром будет располагаться на атлантическом побережье Канады. Планируемый срок ввода ракетного комплекса в опытную эксплуатацию — 2024 или 2025 год. Первый старт Циклон-4М ожидается в 2023 году.

## История проекта
Реализация украинско-бразильского проекта по «Циклону-4» началась в 2003 году, когда было достигнуто соглашение между Украиной и Федеративной Республикой Бразилия о долгосрочном сотрудничестве по использованию ракеты-носителя Циклон-4 на пусковом центре Алкантара. Хотя по этому договору первый пуск должен был состояться не позднее 30 ноября 2006 года, этот срок постоянно откладывался.
В 2004 году договор был ратифицирован парламентами Украины и Бразилии. В соответствии с договором было создано СП «Алкантара Циклон Спейс». Предприятие получило эксклюзивное право на осуществление коммерческих пусковых услуг с использованием ракеты-носителя «Циклон-4». Несмотря на достигнутые договорённости, первый запуск РН откладывался на 2009, а затем на 2012, 2013 и 2014 год.
В середине февраля 2010 года ГКБ «Южное» завершило предварительные испытания двигателя для третьей ступени РН «Циклон-4» РД861К. Цикл испытания составил 1,5 месяца и проведен на одном двигателе без снятия его со стенда. Был отработан более чем тройной ресурс по продолжительности работы и по количеству включений (1362 с и 11 включений). При этом было проведено одно включение продолжительностью 450 с (полный полётный ресурс).
После выборов в Бразилии и на Украине в 2010 году началось реальное финансирование проекта. К апрелю 2011 года Украина вложила в проект (по разным оценкам) $ 100—150 млн, в то время как его полная стоимость оценивалась в $ 488 млн. Для завершения программы «Циклон-4» было необходимо ещё $ 260 млн. Первый лётный образец ракеты к этому моменту был готов на 8 %, а полномасштабный макет носителя для отработки операций на стартовой площадке — на 20-25 %.
В апреле 2015 года Бразилия заявила о прекращении своего участия в проекте в связи с сочетанием причин, связанных с вопросами финансирования, технологическими аспектами, отношениями между Бразилией и Украиной, а также неопределённостью в экспортных перспективах проекта.
Согласно заявлениям КБ «Южмаш», убытки, понесенные украинской стороной из-за выхода Бразилии из проекта, достигают $806 млн.
Украинская сторона рассматривала возможность перенесения стартового комплекса ракеты из Бразилии в США, однако, по словам председателя Государственного космического агентства Украины Любомира Сабадоша, «вариант переноса стартовой площадки „Циклона“ в США не нашёл должной поддержки у зарубежных госструктур и инвесторов». Дальнейшие попытки найти инвестора для продолжения проекта разработки РН привели к заключению договора в 2017 году с канадской компанией Maritime Launch Services, строящей космодром в Новой Шотландии. Планируемая дата введения космодрома в строй — 2020 год, однако эта дата всё время откладывалась из-за задержек в строительстве стартовой площадки Maritime Launch Services. Ожидается, что строительство завершится к 2024 или 2025 году. Для данного проекта разрабатывается двухступенчатая РН «Циклон-4М».

## Отличия от предыдущих версий
В РН «Циклон-4» были предусмотрены следующие улучшения по сравнению с предшественниками:
- Новая третья ступень с увеличенным втрое запасом компонентов топлива. Кроме увеличения энергетики ракеты-носителя, это позволяет уменьшить продольную перегрузку до допустимых значений ~6g;
- Многократное включение двигателя третьей ступени РД-861K: до 3-5 включений маршевого двигателя и до 5 включений двигателей большой тяги ЖРС, что обеспечивает качественно новые возможности, в том числе, при групповом выводе КА;
- Новая высокоточная система управления, безопасности и измерений;
- Усовершенствованный головной обтекатель с увеличенным объёмом полезной нагрузки на основе обтекателя РН «Ариан 4»;
- Улучшенная экологичность. Так как «Циклон-4» использует высокотоксичные компоненты топлива (гептил и азотный тетроксид (амил) в качестве окислителя), появилась необходимость минимизировать экологические риски. В разрабатываемой новой системе заправки топливо для всех ступеней поступает в ракету-носитель с нижнего торца 1-й ступени на стартовом столе, что помогает нейтрализовать токсичные пары ракетного топлива;
- возможность термостатирования отсека полезной нагрузки воздухом высокого давления при отмене пуска ракеты-носителя.

## Стартовый комплекс

Местоположение космодрома Алкантара

По соглашению, украинские предприятия должны были построить ракету-носитель и стартовый стол, а Бразилия со своей стороны предоставляла космодром «Алкантара». Этот космодром находится вблизи от экватора (2°22′12″ ю. ш. 44°24′00″ з. д.), что за счет использования дополнительной составляющей скорости вращения Земли позволяет увеличить массу выводимого полезного груза до 1800 кг на геопереходной орбите.
В связи с выходом бразильской стороны из совместного предприятия Украина фактически потеряла единственный космодром, на котором планировалось запускать «Циклон-4».

## Экономика проекта
Проект являлся кооперацией между Бразилией и Украиной. Для Бразилии, не имеющей собственных космических технологий, был важен доступ к украинским разработкам. Украина же, помимо доступа к дешевому экваториальному космодрому, получала шанс закрепиться на бразильском космическом рынке и загрузить производственные мощности «Южмаша».
Первоначально бизнес-план базировался на прогнозе запуска спутников системы Иридиум. Спутники Иридиум выводились американскими и российскими ракетами. Обновлённое поколение орбитальной группировки, состоящей из спутников Iridium NEXT, было выведено в 2017—2019 годах с помощью РН Falcon 9. Таким образом, основа изначального бизнес-плана фактически отсутствует.
После выхода Бразилии из проекта заместитель директора Бразильского космического агентства Норонья де Соуза констатировал, что бизнес-план, базировавшийся на получении прибыли исключительно из коммерческих запусков космических аппаратов, был иллюзорным.